# Looopings
Looopings is een Nederlandse nieuwswebsite over Europese attractieparken, dierentuinen, kermissen en andere dagattracties. De huidige site werd opgericht op 10 juli 2010 en wordt bezocht door zo'n 1 miljoen unieke bezoekers per maand. De hoofdredacteur is Wessel Wit.

## Geschiedenis
De site startte origineel als Loopings (Met 2 o's), het was toen een onbekende website gerund door enkele jonge pretparkfans. Het idee voor de site ontstond uit hun gedeelde interesse in de pretparkwereld en de behoefte om een tegenwicht te bieden aan de andere, vaak 'brave' pretparksites. Waar andere sites vooral positieve berichten van pretparken overnamen, wilde Loopings ook de minder rooskleurige kanten belichten. Door een kritische toon aan te slaan en door de marketingpraatjes van pretparken heen te prikken, onderscheidde men zich snel van de concurrentie. Dit leidde al binnen een week na de lancering tot erkenning door grotere media zoals GeenStijl, De Telegraaf en ANP, waardoor de site snel groeide in populariteit en invloed. Regelmatig ontvingen de beheerders ook doodsbedreigingen.
De site kwam in 2008 in het nieuws nadat bleek dat de Efteling personeelsleden volgde op het internet. In het artikel "De Efteling-NSB leest met u mee" werd een brief van de Efteling aan de toenmalige beheerder van Loopings, die destijds werkzaam was bij de Efteling, openbaar gemaakt. Uiteindelijk ging de site, wat toen niet meer dan een hobbyprojectje was, offline om ongeveer anderhalf jaar later te herstarten als Looopings (Met 3 o's).
De vaak kritische toon van de artikelen van Looopings hebben soms voor problemen gezorgd: zo was Looopings in 2016 niet welkom bij een persevenement in het Duitse attractiepark Phantasialand na enkele kritische berichten over het park en de directeur.
De site kwam geregeld met primeurs naar buiten. Zo kwam Looopings als eerste met de naam en het logo van de Efteling darkride Symbolica naar buiten. Mede hierdoor wordt de site nauwlettend in de gaten gehouden door niet alleen pretparkfans, maar ook door bekende kranten en nieuwssites.
Sinds de zomer van 2019 wordt ook de Looopings Podcast geproduceerd, waarin hoofdredacteur Wessel Wit interviews afneemt met prominente figuren uit de pretparkbranche.